# Чамары
Чамары — члены касты неприкасаемых, наследственным занятием которых является обдирка туш животных, выделка кож, дубление и покраска кожи, изготовление кожаной обуви и других изделий из кожи. Чамары находятся вне индуистской варновой системы и повсеместно подвергаются дискриминации. Каста чамаров наиболее распространена в Северной Индии (самая многочисленная каста среди неприкасаемых), а также в Пакистане и Непале. Несмотря на широкое распространение, термин «чамар» считается презрительным и уничижительным, из-за чего в современной Индии официально не употребляется.
Чамары до сих пор более всего известны как кожевенники, хотя доля этой профессии постоянно сокращается (если в 1931 году кожевенным производством занимались 4 % всех чамаров, то в 1961 году — всего 0,6 %). Например, в Уттар-Прадеше более 80 % чамаров — крестьяне и сельскохозяйственные рабочие (батраки). Несмотря на это, стереотип, что все чамары — кожевенники, достаточно устойчив в индийском обществе. Большинство чамаров-индуистов поклоняются Шиве и Ганга-мате.
После обретения Индией независимости чамары достигли некоторого прогресса в борьбе с дискриминацией, многие члены касты по специальным квотам или благодаря выборам заняли посты в административном аппарате городов, округов, штатов и страны. Например, чамарка Маявати Дас занимала пост главы правительства Уттар-Прадеша и была главой влиятельной Бахуджан самадж парти. Современные чамары повсеместно стремятся поднять свой социальный статус, они отказываются от «нечистых» работ и даже от самого термина «чамар», меняя названия своих подкаст на более благозвучные. Многие чамары переезжают из более консервативных деревень в большие города, где кастовая иерархия проявляется менее жёстко.

## История
Согласно буддийской «Махавасту», уже в столице царства шакьев Капилавасту существовал квартал кожевенников чармакара. Поскольку коровы считаются в индуизме и джайнизме священными животными, обработка их кож является крайне «нечистой» профессией. Среди индийцев бытует устойчивый стереотип, что некоторые чамары специально добивают больных животных или травят здоровых коров, чтоб снять с них шкуру и заработать себе на жизнь. Негативное отношение к чамарам привело к тому, что они исторически подвергаются дискриминации и сегрегации, из-за чего в большинстве своём крайне бедны и имеют низкую самооценку.
Во время Второй мировой войны в составе Британской Индийской армии действовал 1-й Чамарский полк. Он отличился в Кохимской битве и был расформирован в 1946 году. Накануне провозглашения Индией независимости (1947) чамары являлись крупнейшей кастой «неприкасаемых» в стране, их насчитывалось более 12 млн человек и по численности они уступали только брахманам. Согласно кастовым традициям, основными занятиями чамаров были уборка нечистот, подметание улиц, снятие шкур с туш животных, дубильное и кожевенное ремесло.

## Распространение
Согласно переписи 2001 года распространение чамаров по штатам Индии было следующим:
| Штат              | Численность | Доля от общей численности | Подкасты                                                                                            |
| ----------------- | ----------- | ------------------------- | --------------------------------------------------------------------------------------------------- |
| Уттар-Прадеш      | 19,8 млн    | 14 %                      | Джатав, балаи, мочи, дхусия                                                                         |
| Пенджаб           | 2,8 млн     | 11,9 %                    | Ад-дхарми, джатия-чамар, регар, рамдасия, равидасия, бхамби, мочи, дхусия                           |
| Раджастхан        | 6,1 млн     | 10,8 %                    | Регар, балаи, джатав, бхамби, мочи, мегх                                                            |
| Харьяна           | 2,08 млн    | 9,8 %                     | Джатия-чамар, чамар-рохит, джатав, регар, рамдасия, равидасия, мочи, балахи, батой, дхусия и бхамби |
| Мадхья-Прадеш     | 5,6 млн     | 9,3 %                     | Балахи                                                                                              |
| Чхаттисгарх       | 1,66 млн    | 8 %                       | |
| Химачал-Прадеш    | 414,7 тыс.  | 6,8 %                     | |
| Дели              | 893,4 тыс.  | 6,4 %                     | Джатав, дхусия                                                                                      |
| Чандигарх         | 48,1 тыс.   | 5,3 %                     | |
| Бихар             | 4,09 млн    | 5 %                       | Мочи, дхусия                                                                                        |
| Уттаракханд       | 444,6 тыс.  | 5 %                       | |
| Джамму и Кашмир   | 488,2 тыс.  | 4,8 %                     | Рамдасия, мегх                                                                                      |
| Джаркханд         | 837,3 тыс.  | 3,1 %                     | |
| Гуджарат          | 1,04 млн    | 2 %                       | Бхамби, регар, мочи, рохит                                                                          |
| Махараштра        | 1,23 млн    | 1,3 %                     | Бхамби                                                                                              |
| Западная Бенгалия | 995,7 тыс.  | 1,2 %                     | Мочи                                                                                                |

- В Уттар-Прадеше неприкасаемые составляли более 2/5 населения штата, из которых более половины — чамары (или джатавы). Наиболее крупные общины чамаров имеются в округах Азамгарх, Джаунпур, Агра, Биджнор, Сахаранпур, Горакхпур и Гхазипур. Свыше 49 % чамаров были грамотны (в том числе почти 33 % женщин), 60 % детей чамаров посещали школу. Почти 30 % чамаров были заняты земледелием, свыше 44 % были сельскохозяйственными чернорабочими, более 3 % были заняты домашними ремёслами[3][9].

- В Пенджабе наиболее крупные общины чамаров и близких им подкаст имеются в округах Джаландхар, Хошиарпур, Капуртхала и Шахидбхагатсингхнагар[27].
- В Харьяне чамары являлись крупнейшей из 37 каст «неприкасаемых» (составляли почти 51 % от их общего числа); более 82 % чамаров проживали в сельской местности (округа Фатехабад, Сирса и Амбала), 61 % чамаров были грамотны, более 10 % занимались земледелием, 2,5 % — домашними ремёслами[13].
- В Мадхья-Прадеше чамары составляли 49 % от всех «неприкасаемых», а шедшие вторыми балахи — 12 %. Чамары сконцентрированы в округах Морена (76 % всего населения), Сагар, Рева, Бхинд и Чхатарпур, а балахи — в округах Удджайн, Кхаргон и Девас. Среди чамаров свыше 55 % были грамотны (в том числе более 39 % женщин), среди балахи — более 60 % (в том числе более 43 % женщин). Сельскохозяйственные чернорабочие составляли среди чамаров почти 45 %, среди балахи — более 54 %, земледельцы — более 29 % среди чамаров и 28 % среди балахи, домашние ремесленники — 6,6 % среди чамаров и 0,6 % среди балахи[15].
- В Чхаттисгархе чамары являлись крупнейшей из каст «неприкасаемых» (составляли 68,6 % от их общего числа). Крупнейшие общины чамаров расположены в округах Райпур, Биласпур, Джанджгир-Чампа и Дург. 63,5 % чамаров были грамотны (в том числе почти 48 % женщин), 42 % чамаров работали сельскохозяйственными чернорабочими, 38,5 % были заняты земледелием[16].
- В Химачал-Прадеше чамары являлись второй по величине кастой «неприкасаемых» и составляли 27,6 % от их общей численности. Наибольшие общины чамаров расположены в округах Кангра, Манди и Уна. Почти 72 % чамаров были грамотны (в том числе 62,5 % женщин), 62 % занимались земледелием, 6 % были сельскохозяйственными чернорабочими, 2 % — домашними ремесленниками[17].
- В Дели наибольшая концентрация чамаров наблюдается в Центральном, Северо-Западном, Восточном и Южном округах, а также в Нью-Дели. Они являлись самой многочисленной из всех «низких» каст Дели (более 38 % от общего числа «неприкасаемых»). 74 % чамаров были грамотны (в том числе 62 % женщин), почти все работали чернорабочими и подёнщиками[18].
- В Чандигархе чамары являлись второй по величине кастой среди «неприкасаемых». Среди чамаров почти 76 % были грамотны, в том числе 66 % женщин[19].
- В Бихаре чамары составляют большинство населения в западных округах Гопалгандж, Сиван, Буксар и Каймур. Из 23 каст неприкасаемых чамары являлись самыми многочисленными — согласно переписи 2001 года их насчитывалось 4,09 млн человек или свыше 31 % от численности всех «низких» каст. Среди чамаров лишь 32 % были грамотны, причём уровень грамотности среди женщин был ещё ниже — 16,8 %. Свыше 80 % чамаров были сельскохозяйственными чернорабочими, почти 8 % занимались земледелием, 2 % были домашними ремесленниками[20].
- В Уттаракханде чамары были второй по величине кастой среди «неприкасаемых» (составляли свыше 29 % от их общей численности). 59 % чамаров были грамотны (в том числе 44 % женщин)[21].
- В Джамму и Кашмире каста мегх насчитывала 301 тыс. человек (более 39 % от всех «неприкасаемых»), а чамары — 187 тыс. (24 % от всех «неприкасаемых»). Мегх и чамары сконцентрированы в округе Джамму. Среди чамаров свыше 65 % были грамотны (в том числе 55 % женщин), среди мегх почти 60 % были грамотны (в том числе 47,5 % женщин). Земледелием занимались почти 47 % чамаров и 56 % мегх, сельскохозяйственными чернорабочими были 6,6 % чамаров и почти 8 % мегх[28].
- В Джаркханде чамары являлись крупнейшей из всех каст «неприкасаемых» (свыше 26 %). Наибольшие их общины расположены в округах Паламу, Гиридих, Хазарибагх и Гархва (в Гиридихе они составляли 50 % всех «неприкасаемых»). 43,5 % чамаров были грамотны (в том числе почти 26 % женщин), почти 49 % из них были сельскохозяйственными чернорабочими, более 18 % — земледельцами, 4,6 % — домашними ремесленниками[23].
- В Южной Индии больше всего чамаров насчитывается в Тамилнаде, который является крупнейшим в стране регионом кожевенно-дубильного производства (свыше 60 % обработанных кож и шкур Индии). Значительная часть готовой продукции тамильских чамаров поставляется в крупнейшие центры кожевенно-обувной промышленности — Канпур и Агру[29].

## Подкасты
В Уттар-Прадеше и Раджастхане широко распространена подкаста джатав, также известная как ятав, джатва, джатан, джатуа и джатия. Хотя каста относится к неприкасаемым, сами джатавы настаивают на своём происхождении от кшатриев. Джатавы отрицательно относятся к причислению себя к чамарам и неоднократно пытались повысить свой социальный статус в кастовой иерархии, однако другие касты игнорировали их попытки. Подавляющее большинство джатавов — индуисты, хотя часть в знак протеста против кастовой дискриминации приняла буддизм. Согласно переписи 2011 года, в Уттар-Прадеше насчитывалось 22,5 млн джатавов.
Каста чамаров составляет почти 26 % всех неприкасаемых Пенджаба, а подкаста ад-дхарми — почти 16 %. Среди чамаров почти 64 % грамотных, а среди ад-дхарми — более 76 %. Многие члены подкаст чамаров исповедуют дхармическую религию равидассия, которая отделилась от сикхизма и основана на учении гуру Равидаса. Центрами таких общин являются отдельные гурдвары и так называемые «Равидас-бхаваны» («дворцы Равидаса»). Традиционным занятием чамаров и ад-дхарми является дубление кож, хотя большинство членов общины работают сельскохозяйственными чернорабочими. Многие пенджабские чамары переселяются в города или другие штаты Индии, где становятся синими или даже белыми воротничками. Кроме того, крупные общины пенджабских чамаров и ад-дхарми имеются в Великобритании и США.
Подкаста рамдасия широко распространена в Пенджабе, а также в Харьяне и Джамму и Кашмире. Согласно одной из версий, рамдасия — это чамары, принявшие сикхизм и почитавшие Рамдаса (близкие к ним равидасия — чамары, исповедующие учение Равидаса). Среди рамдасия преобладают кожевенники, сапожники и сельскохозяйственные чернорабочие. В поликастовых деревнях рамдасия тесно связаны с кастой ткачей джулаха. Согласно переписи 2011 года, общая численность чамаров и их подкаст составляла в Пенджабе 2,08 млн человек (из них 1,44 млн исповедовали сикхизм, 629 тыс. — индуизм и почти 6 тыс. — буддизм). Отдельно от остальных чамаров Пенджаба учитывалась каста ад-дхарми: она насчитывала свыше 1 млн членов, среди которых 912 тыс. были индуистами, 86 тыс. — сикхами и 19 тыс. — буддистами.
Подкаста регар, также известная как райгар, рехгар и рехгарх, распространена в Раджастхане и Гуджарате. Традиционным занятием членов касты является обдирка туш, дубление и окраска кож, многие также заняты в производстве обуви и одежды. Несмотря на «низкий» социальный статус, в своих былинах регары ведут происхождение от кшатриев. Наиболее влиятельными кланами регаров являются Саккарвал, Рашгания, Дигарвал и Баколия. Регары Гуджарата — выходцы из Нагаура, они говорят на марвари, занимаются окраской кож и уборкой, хотя многие из них являются мелкими предпринимателями. Социальное и материальное положение регаров в Гуджарате лучше, чем в Раджастхане, поэтому многие члены касты переселяются на юг. В Раджастхане, Мадхья-Прадеше и Уттар-Прадеше известна каста балаи (балай, бхалай), члены которой занимаются обработкой кож, ткачеством и работают в деревнях батраками. Главными готрами балаи являются Бхагиратх и Суса.
Подкаста бхамби, входящая в сообщество каст чамаров, широко распространена в Пенджабе, Харьяне, Раджастхане, Гуджарате и Махараштре, крупные общины имеются в США, Великобритании и Австралии. В Махараштре бхамби (чхамбар) говорят на различных диалектах маратхи, они постепенно отходят от свой кастовой профессии дубильщиков и сапожников. В деревнях бхамби работают сельскохозяйственными чернорабочими, а в Мумбаи — различными подёнщиками и грузчиками. В Гуджарате в 2001 году насчитывалось свыше 1 млн бхамби, которые составляли 29 % всех «неприкасаемых». Почти 70 % бхамби были грамотными, почти 35 % работали сельскохозяйственными чернорабочими, 15 % занимались земледелием. В Махараштре в 2001 году насчитывалось 1,23 млн бхамби, которые составляли 12,5 % всех «неприкасаемых». Почти половина бхамби жили в городах, 75 % были грамотны, 29 % работали сельскохозяйственными чернорабочими.
Подкаста рохит (рохитас) входит в сообщество бхамби Гуджарата и говорит на одном из диалектов гуджарати. Ранее рохиты были известны как кхальпа и работали кожевниками (в том числе изготовляли обувь и убирали кхаль — туши мёртвых животных), но сейчас отошли от этой «нечистой» кастовой профессии. Рохиты стараются поднять свой социальный статус, утверждая, что произошли от браков раджпутов с низкокастовыми женщинами (называют свои готры именами раджпутских родов Чаухан, Пармар, Катария, Гоэль, Соланки и Котхари). Многие рохиты являются последователями учения Равидаса. Подкаста синдхов мочи также входит в сообщество бхамби Гуджарата. Общины мочи имеются в Ахмадабаде и Кхеде, они традиционно занимаются изготовлением обуви и поклоняются богине Чамунде.
Подкаста изготовителей кожаной обуви мочи (мучи) распространена по всей Северной Индии, а также в Пакистане и Бангладеш. Ранее мочи производили также кожаные плащи, защищавшие воинов от непогоды. В поликастовых деревнях мочи занимают отдельные кварталы на краю, где селятся и другие «неприкасаемые». Из-за невозможности конкурировать с более дешёвой фабричной обувью многие мочи отходят от своей кастовой профессии, работают сельскохозяйственными чернорабочими или переселяются в города. Однако многие мочи зарабатывают себе на жизнь тем, что чинят старую обувь и кожаные изделия или работают уличными чистильщиками обуви. В Раджастхане и Харьяне (Амбала) мочи говорят на диалекте брадж бхаша, в Гуджарате (Валсад, Навсари, Данг) — на гуджарати, в Пенджабе — на панджаби.
Мочи-мусульмане говорят на панджаби в Пакистане, на урду и авадхи в Уттар-Прадеше и Бихаре, на бенгальском в Западной Бенгалии и Бангладеш. Они произошли от чамаров, которые в XIV—XVI веках приняли ислам. В Уттар-Прадеше наибольшие общины мочи расположены в Лакхнау и Файзабаде. Пакистанские мочи являются потомками мусульман из Пенджаба, бежавших во время раздела Британской Индии. Они делятся на многие готры и являются повсеместно дискриминируемым сообществом. Мочи-сикхи сконцентрированы в Патиале и Лудхияне, они производят обувь, делятся на готры и поклоняются культу равидассия.
В Раджастхане согласно переписи 2001 года среди самых многочисленных каст «неприкасаемых» выделялись чамары (2,46 млн человек, свыше 25 % от общего числа «неприкасаемых»), мегх (2,06 млн человек, 21 %) и балаи (643 тыс.). Крупные общины чамаров расположены в округах Бхаратпур, Дхолпур и Джхунджхуну, крупные общины мегх и балаи — в округах Джайсалмер, Дауса, Ганганагар и Сикар. Среди чамаров и балаи 58 % были грамотны, среди мегх — 48 %. Земледельцами были 58 % мегх, 49 % балаи и 43 % чамаров, сельскохозяйственными чернорабочими были 20 % чамаров, 19 % мегх и 16 % балаи, почти 5 % чамаров занимались домашними ремёслами.
- Мочи Бенгалии, XIX век
- Мочи Мадраса, XIX век
- Мочи Калькутты, 1945
- Мочи Агры, 2011

## Особенности
В поликастовых деревнях Северной Индии чамары живут в отдельных кварталах, обычно на краю деревни или возле места, где сжигают трупы. Религиозно-правовые традиции определяют взаимное соотношение размещения кварталов, вплоть до расстояния, которое должно отделять дом брахмана, деревенский храм и водный источник от жилища чамаров. Даже в посёлках, которые власти штата строят для «неприкасаемых», сохраняются эти традиции (такие посёлки обязательно должны находиться на определённом расстоянии от деревень высоких каст). В соответствии с кастовыми регламентациями, чамарам предписаны определённые типы одежды (в том числе тип ткани и орнамента), украшений и утвари (включая тип материала), жилища (в том числе размер, материал, из которого сложены стены и крыши, наличие цоколя, ограждённого двора и бытовых пристроек). За серьёзные нарушения этих регламентаций чамарам грозит изгнание из деревни, избиение или даже убийство.
В городах чамары сближаются с представителями «зарегистрированных племён», которые также выполняют всю «нечистую» работу (уборка улиц, дворов и домов, уборка нечистот и туш павших животных, обдирка и выделка кож, изготовление кожаной обуви). Многие чамары, стремясь повысить свой социальный статус, перестают заниматься «нечистой» работой, переходят исключительно на вегетарианскую пищу, отказываются от употребления пальмового самогона тодди, перенимают некоторые обычаи и внешние приметы высоких каст. Чамарки, как и многие женщины из низких каст, никогда не носят шальвары, предпочитая им юбки.
В Северной Индии и Пакистане широко распространена каста ткачей джулаха (джолаха, момин). Крупнейшие общины джулаха имеются в Уттар-Прадеше, Бихаре и Пенджабе, остальные проживают в Харьяне, Дели, Раджастхане, Гуджарате и Махараштре. И мусульмане, и индуисты из числа джулаха исповедуют учение Кабира. Джулаха занимают промежуточное положение между «неприкасаемыми» и «чистыми» кастами, в Средневековье каста росла в основном за счёт «низких» индуистов, перешедших в ислам. С ростом благосостояния многие джулаха переходили в более «высокую» касту портных дарзи. В британский период под натиском английских фабричных тканей десятки тысяч джулаха разорились и были вынуждены перейти к другим профессиям. Несмотря на свой невысокий социальный статус, джулаха привлекают ещё более угнетаемых чамаров, которые массово вливаются в состав ткачей, рассчитывая таким образом избавиться от клейма «неприкасаемых».

### Исламизация чамаров
Социальное положение мусульманских каст, которые произошли от «неприкасаемых», выше, чем положение «неприкасаемых» в индуистском кастовом обществе. Поэтому для многих чамаров переход в ислам представляется наиболее простым способом повысить свой социальный статус. Наиболее ярко исламизация «неприкасаемых» видна на примере мочи — ветви чамаров. Кастовые законы и обычаи предписывали чамарам заниматься исключительно «нечистыми» делами — уборкой нечистот, подметанием улиц, обработкой кож. Отход от кастовой профессии означал нарушение правил индуизма, лишь немногим подкастам и субгруппам чамаров удавалось подняться до более престижных профессий сапожников или шорников. С целью повысить свой социальный статус подкаста чамаров мочи издавна стала переходить в ислам.
В середине 1960-х годов насчитывалось более 500 тыс. мочи, широко распространённых в Северной Индии, Пакистане и некоторых районах Южной Индии. В социально-экономическом отношении мочи находились выше основной массы чамаров. Со стороны мусульман ни сами мочи, ни их обувное ремесло не рассматривались как «нечистые», однако индуисты продолжали считать их «неприкасаемыми». Абсолютное большинство мочи полностью отказалось от кастового удела чамаров (уборка нечистот и улиц, свежевание туш и обработка кож), лишь в Бенгалии некоторые группы мочи продолжали промышлять выделкой сырых кож.
Основными занятиями мусульман-мочи стали производство обуви, конской упряжи, кожаных сумок и чемоданов. Те группы чамаров, которые отказались от «грязных» профессий и занялись изготовлением кожаных изделий, но сохранили приверженность индуизму, также стали называться мочи. Значительные группы мочи, особенно в Пенджабе, перешли к ткачеству. Они настолько поднялись в социальном аспекте, что спокойно вступают в браки с представителями ткаческой касты джулаха. Кроме того, группы мочи, которые разбогатели на торговле готовой одеждой, считают себя выше джулаха и именуются шейхами (в значении высокого сословия в мусульманской общине).
После перехода мочи в ислам значительно ослабла эндогамная изолированность данной касты. Мочи и особенно члены подкасты шорников ширази повсеместно заключают браки с джулаха и другими близкими к ним мусульманскими кастами и группами. Мусульмане, в отличие от индусов, не считают профессии шорников, сапожников, кожевников, дубильщиков, красильщиков и ткачей «нечистыми» и «низкими». Потомки «неприкасаемых», перешедших в ислам, не имеют в мусульманской среде никаких бытовых или ритуальных ограничений: они на равных правах посещают те же мечети, школы и больницы, участвуют в мусульманских праздниках, принимают пищу с другими единоверцами, пользуются теми же источниками воды, свободно обменивают на базарах продукты своего труда, избираются на различные посты в джамаатах.
- Мочи Западной Индии, XIX век
- Мочи Раджастхана, 2011
- Мочи Мумбаи, 2006
- Мочи Химачал-Прадеша, 2008
- Мочи Дели, 2006

### Христианизация чамаров
В конце XIX века в британской провинции Пенджаб несколько чухров и чамаров стали христианами, присоединившись к методистской церкви и Армии спасения. После 1900-х годов в Соединенных провинциях Агра и и Ауд произошли массовые обращения чамаров в методизм и иные конфессии христианства.